# Diadeemamazone
De diadeemamazone (Amazona diadema) is een amazonepapegaai uit de familie Psittacidae (papegaaien van Afrika en de Nieuwe Wereld). De vogel werd in 1824 door Johann Baptist von Spix als aparte soort, als Psittacus diadema beschreven.

## Kenmerken
De vogel is 31 tot 35 cm lang en lijkt sterk op de ondersoort A. a. salvini van de geelwangamazone (A. autumnalis) en werd vroeger ook als ondersoort beschouwd.

## Verspreiding en leefgebied
Deze soort komt voor in Noordwest-Brazilië. Het leefgebied is groenblijvend regenwoud of bosgebieden waar nog wat hoge bomen staan. De vogels eten voornamelijk vruchten. 

## Status
De grootte van de populatie is in 2020 geschat op 30.000-74.000 volwassen vogels. Dit aantal neemt af door ontbossing van het Amazonegebied waarbij natuurlijk bos wordt omgezet in weidegrond ten behoeve van veeteelt of de teelt van soja. Het tempo van afname is minder snel dan eerder aangenomen, daarom is de status van deze soort op de Rode lijst van de IUCN in 2020 gewijzigd van gevoelig naar niet bedreigd.